# Марцелюв (Здунськовольський повіт)
Марцелюв (пол. Marcelów) — село в Польщі, у гміні Заполиці Здунськовольського повіту Лодзинського воєводства.
Населення — 80 осіб (2011).
У 1975—1998 роках село належало до Серадзького воєводства.

## Демографія
Демографічна структура станом на 31 березня 2011 року:
|          | Загалом | Допрацездатний вік | Працездатний вік | Постпрацездатний вік |
| -------- | ------- | ------------------ | ---------------- | -------------------- |
| Чоловіки | 42      | 7                  | 30               | 5                    |
| Жінки    | 38      | 3                  | 24               | 11                   |
| Разом    | 80      | 10                 | 54               | 16                   |